# Un talento increíble
One Chance es una película biográfica británica-estadounidense sobre el cantante de ópera, y ganador del programa Britain's Got Talent, Paul Potts, estrenada en 2013, durante la Presentación especial en el Festival Internacional de Cine de Toronto.
La película está protagonizada por James Corden, dirigida por David Frankel, y escrita por Justin Zackham.

## Reparto
- James Corden como Paul Potts.
- Ewan Austin como Paul Potts con 14 años.
- Julie Walters como Yvonne Potts.
- Colm Meaney como Roland Potts.
- Alexandra Roach como Julie-Ann "Julz" Potts.
- Mackenzie Crook as Braddon.
- Jemima Rooper como Hydrangea.
- Valeria Bilello como Alessandra.
- Trystan Gravelle como Matthew.
- Stanley Townsend como Luciano Pavarotti.